# Бомбардировка Касселя
Бомбардировка Касселя (нем. Luftangriffe auf Kassel, англ. Bombing of Kassel) — серия бомбардировок немецкого города Кассель, осуществлённых Королевскими военно-воздушными силами Великобритании и Военно-воздушными силами армии США в 1942—1945 годах, во время Второй мировой войны.
Наиболее ожесточенный налет был осуществлен 22 октября 1943 года. Пожар, вызванный этой бомбардировкой, бушевал семь дней. В результате этого налета погибли 10 000 человек, 150 000 человек лишились крова, было разрушено большинство зданий в центральной части города.
В 1939 году в Касселе проживало 236 000 человек. Когда в апреле 1945 года американцы вошли в Кассель, в нём проживало 50 000 человек.

## Цели бомбардировок

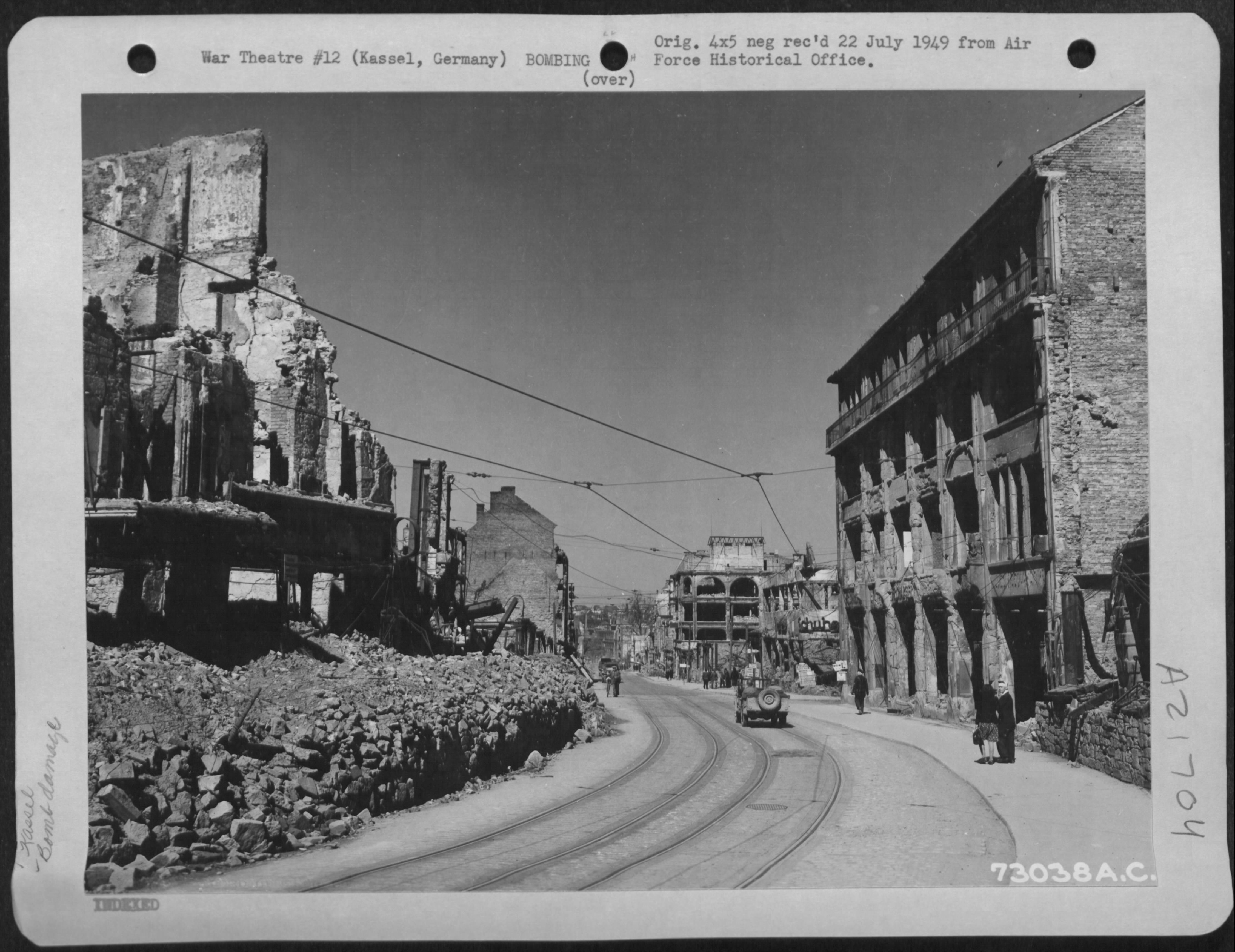
Untere Königsstraße (Нижняя Королевская улица) после бомбежки

Основными целями для бомбардировок были:
- авиазавод Fieseler (англ. Fieseler);
- цеха Henschel-Werke, производителя Тигра и Королевского тигра;
- локомотивное производство Henschel-Werke[1];
- двигателестроительное производство;
- завод по производству автогрузовиков;
- локомотивное депо;
- штаб IX военного округа;
- управление железнодорожного и автодорожного строительства по Центральной Германии;
- земельный суд.